# Ron Widby
George Ronald "Ron" Widby (Knoxville, Tennessee; 9 de marzo de 1945-23 de diciembre de 2020) fue un jugador de baloncesto y de fútbol americano estadounidense que disputó una temporada en la ABA y seis más en la NFL. Con 1,93 metros de estatura, jugaba en la posición de alero a baloncesto y como punter en fútbol americano.

## Trayectoria deportiva

### Universidad
Jugó durante tres temporadas con los Volunteers de la Universidad de Tennessee, en las que promedió 18,1 puntos y 8,4 rebotes por partido. Fue incluido en 1965 y 1966 en el segundo mejor quinteto de la Southeastern Conference, mientras que en 1967 lo hizo en el primero, siendo elegido además Jugador del Año de la conferencia, e incluido en el segundo equipo All-American por Associated Press.

### Baloncesto
Fue elegido en el puesto 126 del Draft de la NBA de 1967 por Chicago Bulls, y también por los New Orleans Buccaneers en el draft de la ABA, fichando por estos últimos. Jugó una única temporada como uno de los últimos hombres del banquillo, promediando 2,9 puntos y 2,3 rebotes por partido, llegando a disputar las Finales de 1968 ante los Pittsburgh Pipers, en las que cayeron 4-3.

### Fútbol Americano
Fue elegido en el puesto 81 del Draft de la NFL de 1967 por New Orleans Saints, con los que entrenó en posttemporada, fichando al año siguiente por los Dallas Cowboys, con los que fue elegido en 1969 All-Pro, y al año siguiente disputó la Super Bowl V, en la que cayeron ante Baltimore Colts, pero en la que consiguió un récord en ese tipo de partidos, al intentar 9 punts. Al año siguiente volverían a aparecer en la Super Bowl VI, logrando en esa ocasión la victoria ante los Miami Dolphins, siendo elegido para disputar el Pro Bowl.
En 1972 fichó por los Green Bay Packers, con los que promedió 48,1 yardas por punt en su primera temporada, y 43,1 en la segunda, antes de sufrir una rotura del disco intervertebral en un extraño accidente que finalmente le retiraría del deporte profesional.

## Estadísticas de su carrera en la ABA

### Temporada regular
| Temp.   | Edad | Equipo                 | Liga | Pos. | P  | TIT | MIN | TC  | TCA | %TC  | 3P  | 3PA | %3P  | 2P  | 2PA | %2P  | TL  | TLA | %TL  | REB | ASIS | ROB | TAP | PER | FP  | PTS |
| 1967-68 | 22   | New Orleans Buccaneers | ABA  |      | 20 |     | 6.9 | 1.4 | 3.5 | .386 | 0.0 | 0.2 | .000 | 1.4 | 3.4 | .403 | 0.2 | 0.4 | .571 |     |      | 2.3 | 0.2 | 0.4 | 0.9 | 2.9 |
| Total   |      |                        | ABA  |      | 20 |     | 6.9 | 1.4 | 3.5 | .386 | 0.0 | 0.2 | .000 | 1.4 | 3.4 | .403 | 0.2 | 0.4 | .571 | 2.3 | 0.2  |     |     | 0.4 | 0.9 | 2.9 |

### Playoffs
| Temp.   | Edad | Equipo                 | Liga | Pos. | P | TIT | MIN | TC  | TCA | %TC  | 3P  | 3PA | %3P  | 2P  | 2PA | %2P  | TL  | TLA | %TL  | REB | ASIS | ROB | TAP | PER | FP  | PTS |
| 1967-68 | 22   | New Orleans Buccaneers | ABA  |      | 6 |     | 5.2 | 1.3 | 3.2 | .421 | 0.3 | 0.5 | .667 | 1.0 | 2.7 | .375 | 0.0 | 0.3 | .000 | 2.8 | 0.2  |     |     | 0.3 | 0.8 | 3.0 |
| Total   |      |                        | ABA  |      | 6 |     | 5.2 | 1.3 | 3.2 | .421 | 0.3 | 0.5 | .667 | 1.0 | 2.7 | .375 | 0.0 | 0.3 | .000 | 2.8 | 0.2  |     |     | 0.3 | 0.8 | 3.0 |